# Fortnum & Mason

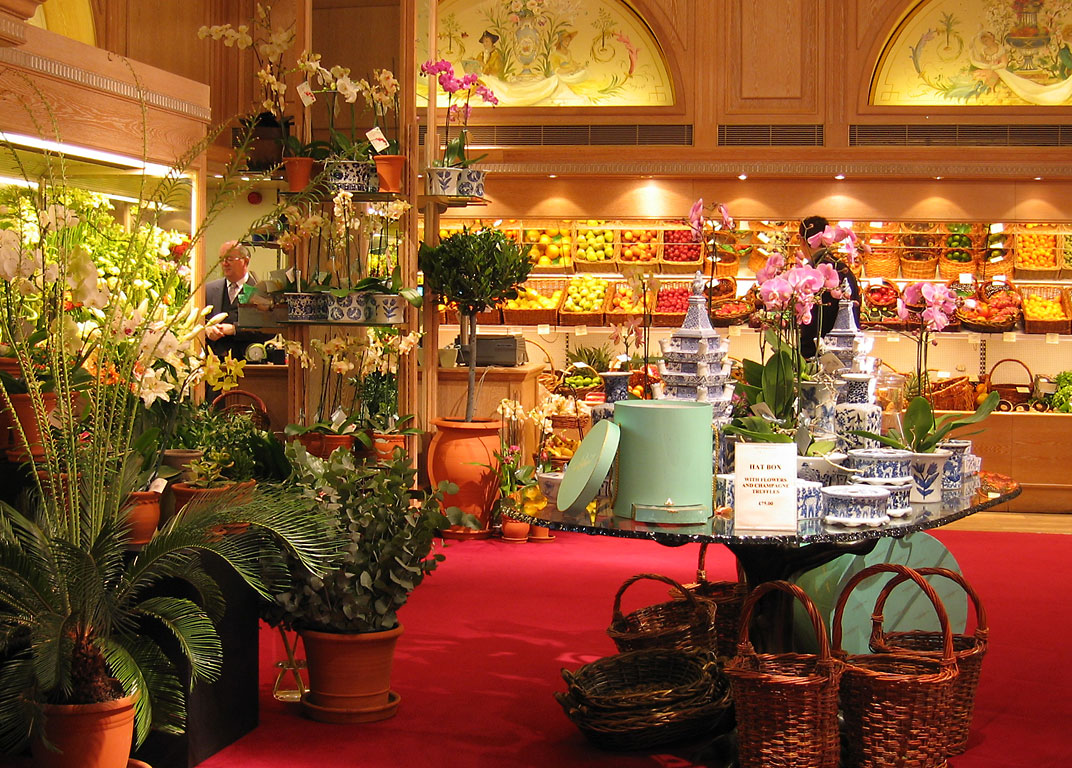
De bloemen- en de fruitafdeling van Fortnum & Mason

Fortnum & Mason is een warenhuis aan de straat Piccadilly in Londen. Het bedrijf werd in 1707 opgericht door William Fortnum. Het is eigendom van Wittington Investments en is daarmee een zusterbedrijf van onder meer Primark en ABF.

## Geschiedenis
William Fortnum was bediende in het huishouden van Queen Anne. De afgebrande kaarsstompen uit het paleis verzamelde hij en verkocht deze vervolgens. Toen hij genoeg geld bij elkaar had gespaard, opende hij een kruidenierswinkel en haalde zijn vriend Hugh Mason over om zich bij hem aan te sluiten. Twee generaties later wist kleinzoon Charles Fortnum het bedrijf te positioneren als luxe leverancier.
In het Victoriaanse tijdperk werd Fortnum & Mason steeds bekender om zijn culinaire hoogstandjes. De Engelse snackspecialiteit "Scotch eggs" werd voor het eerst gemaakt door Fortnum & Mason in 1738. 1886 verkocht Fortnum & Mason als eerste 'baked beans' in Engeland. In de periode tussen de wereldoorlogen breidde Fortnum & Mason het assortiment uit met kleding, parfums en keukenartikelen. In 1931 werd een vestiging geopend op Madison Avenue in New York, gevolgd door twee vestigingen in Japan in 2004.
In 2019 opende Fortnum & Mason een winkel van 650 m² in de K11 Musea in Tsim Sha Tsui in Hong Kong en drie jaar later een filiaal op de luchthaven van Hong Kong. In 2022 werd een filiaal geopen in Lusail City in Qatar.
Het productassortiment van Fortnum & Mason is gericht op luxe artikelen.